# Pies wampir
Pies wampir (ang. Vampire Dog) – kanadyjski film familijny z 2012 roku w reżyserii Geoffa Andersona. Zdjęcia kręcono w prowincji Saskatchewan.

## Fabuła
Ace otrzymuje od dziadka z Transylwanii psa-wampira, który mówi ludzkim głosem. Tymczasem szalona dr Warhol chce wykorzystać psa do własnych celów.

## Obsada
- Collin MacKechnie jako Ace
- Julia Sarah Stone jako Skylar
- Amy Matysio jako dr Warhol
- Ron Pederson jako Frank
- Jodi Sadowsky jako Susan
- Kimberly Elek jako Jenny
- Lauren Laschuk jako Lulu
- Dylan Sthamann jako Murray Arbuckle